# Комишова бухта
Комишо́ва бухта (крим. Qamış körfezi) — бухта в Севастополі.
Отримала свою назву від очерету (комишу), який ріс у достатку саме в цій бухті, єдиній з усіх бухт Севастополя. Очерет тепер поступово зникає, його витісняють причали Севастопольського морського рибного порту. Знаходиться поміж Круглою та Козачою бухтами. Разом з останньою утворює Подвійну бухту.
У 1854—1855 роках у Комишовій і сусідніх із нею бухті базувався французький флот. У той час на берегах виросло містечко Кам'єш.
Ще на початку XX ст. були помітні руїни цього містечка. Зараз вже не можна точно встановити його місцезнаходження. Французька база в Комишовій бухті була захищена оборонною лінією, яка добре збереглася. У 1942 р. вона використовувалася як останній оборонний рубіж захисниками Севастополя.
У 1952 році тут засновано рибальське селище. Але в 1960-ті роки тут стали будувати великі спальні райони з хрущовок. У 1980-ті район фактично з'єднався забудовою з іншою частиною Севастополя. Зараз на північ до бухти примикає великий спальний район. На берегах Комишової бухти знаходяться рибоконсервний комбінат, судноремонтний завод, морський рибний порт, Перший Український морський інститут (72312, м. Севастополь, вул. Рибаків 5-а).
З 7 вересня 2023 року місцевість передана до Бахчисарайського району Автономної Республіки Крим.